# Lasiopezus variegator
Lasiopezus variegator es una especie de escarabajo longicornio del género Lasiopezus, tribu Ancylonotini, subfamilia Lamiinae. Fue descrita científicamente por Fabricius en 1781.

## Descripción
Mide 14-22 milímetros de longitud.

## Distribución
Se distribuye por Camerún, Costa de Marfil, Gabón, Malí, Níger, República Centroafricana, República Democrática del Congo, República del Congo, Senegal y Togo.